# Château Trompette (Vanxains)
Pour les articles homonymes, voir Château Trompette.
Le château Trompette est un château français implanté sur la commune de Vanxains dans le département de la Dordogne, en région Nouvelle-Aquitaine. Les actuels propriétaires sont la famille Riom.

## Présentation
Le château Trompette se situe à l'ouest du département de la Dordogne, un kilomètre au nord-est du bourg de Vanxains, près de l'intersection des routes départementales 43 et 708. C'est une propriété privée.
Il se compose d'un ensemble rectangulaire dominé par trois tours, une ronde au nord-ouest, et deux carrées au sud et au nord-est.

## Historique
La première partie du château fut construite au XVIe siècle .

## Galerie

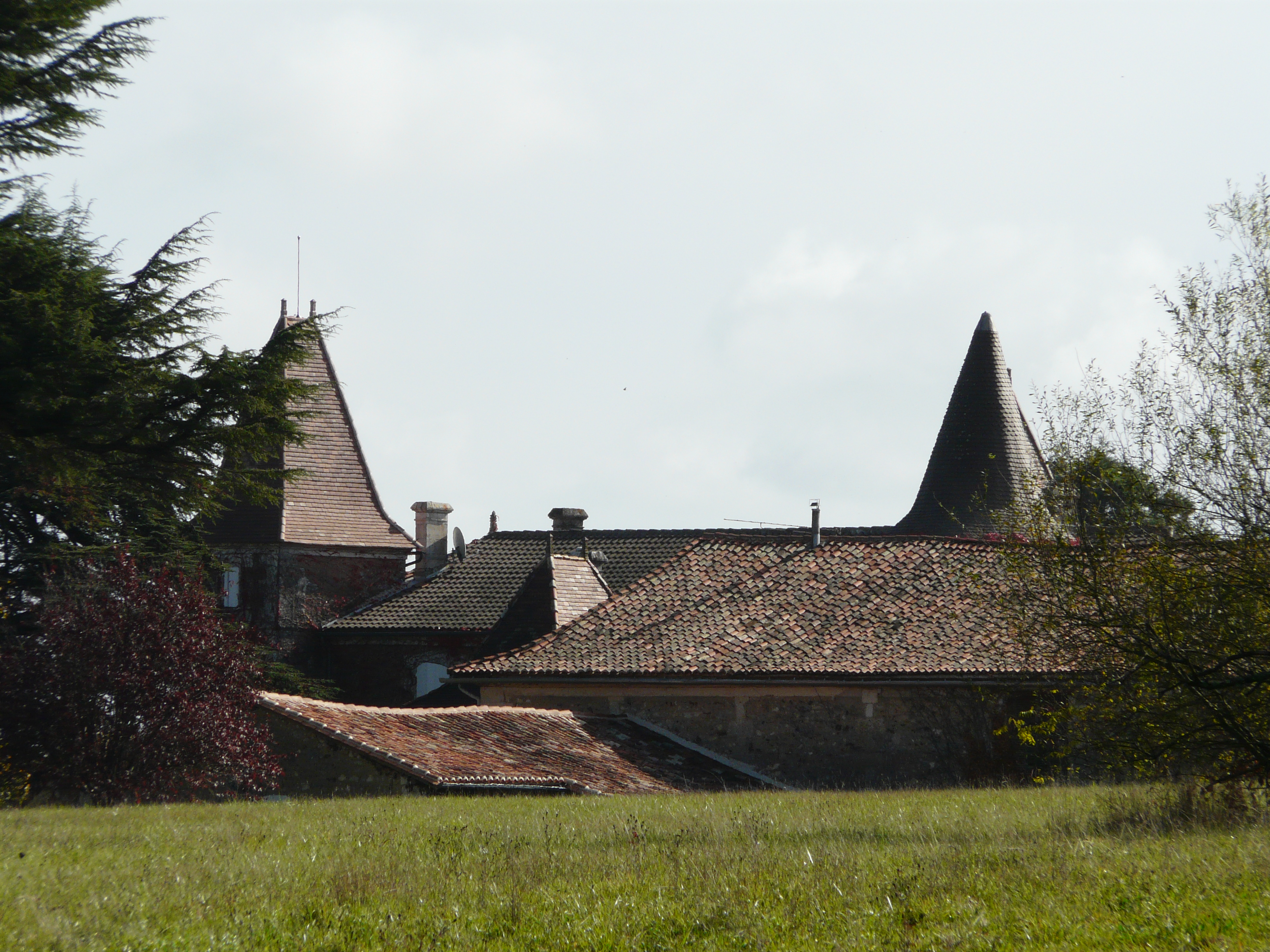
Vu depuis le nord-ouest
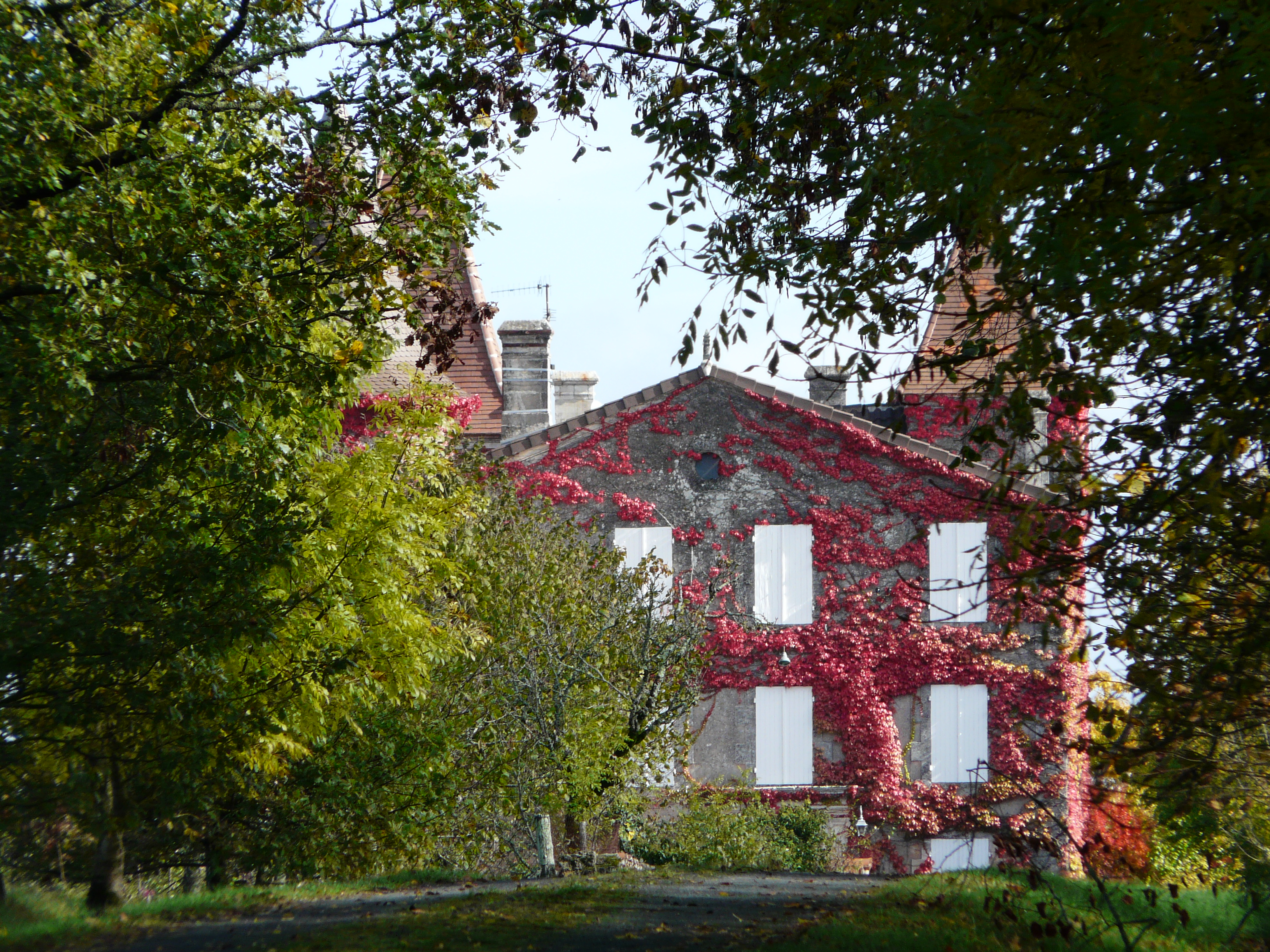
Vu depuis l'ouest
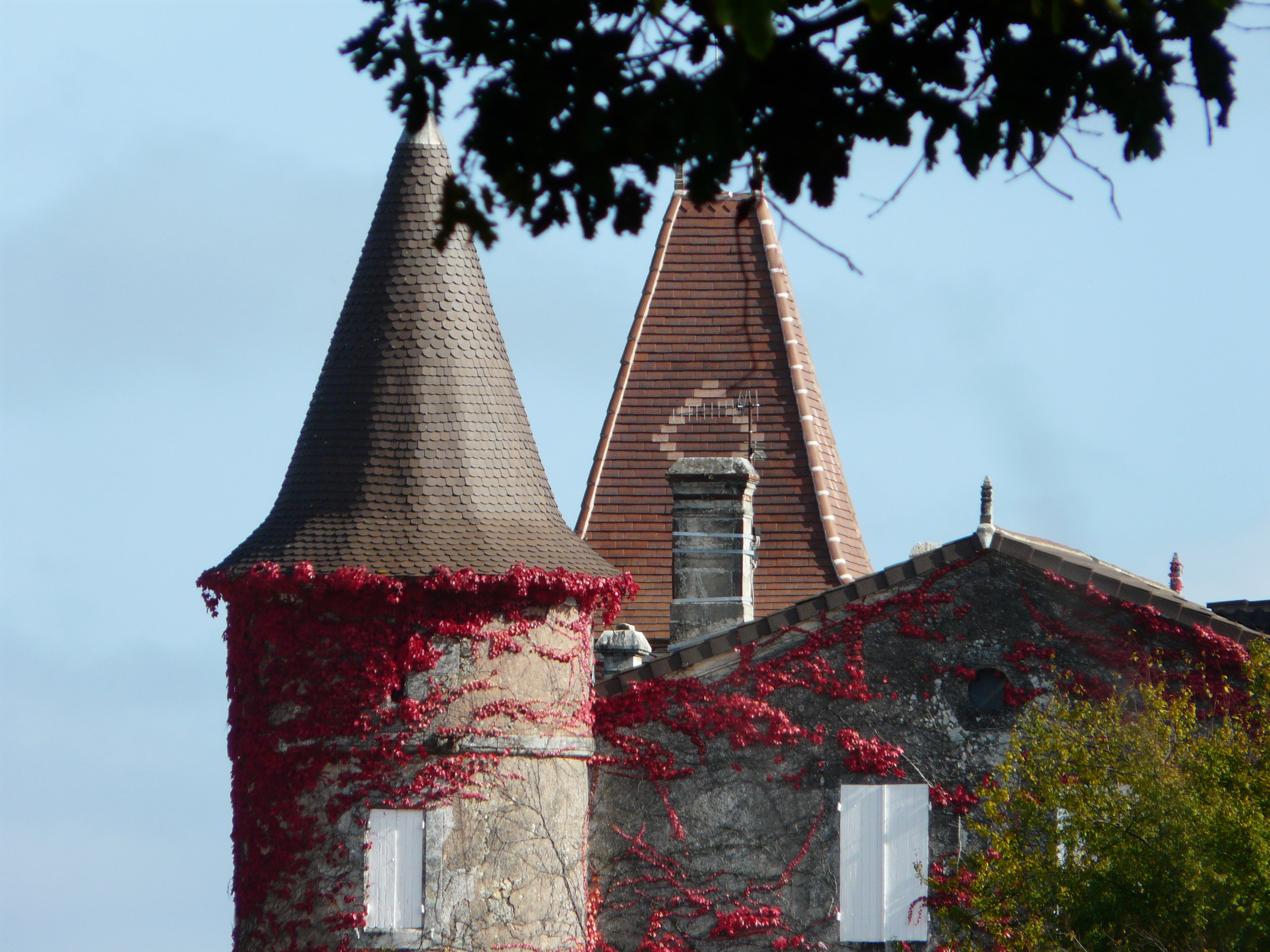
Les tours nord-ouest et nord-est